# 무삼사
무삼사(武三思, 7세기－707년)는 당(唐) 병주(并州) 문수현(文水縣) 사람으로 측천무후의 조카이다. 무원경(武元慶)의 아들로써 양왕(梁王)에 봉해졌으나, 태자 중준(重俊)의 정변 때에 피살되었다.

## 생애
무삼사의 생년에 대해 역사는 기록하고 있지 않다. 측천무후의 조카로써 기용되어 우위장군(右衛將軍)가 되었고, 측천무후가 정권을 장악하고 하관상서(夏官尚書)에 임명되었다. 천수(天授) 원년(690년)에 측천무후가 주(周)를 선포하고 스스로 황제를 칭하면서 무씨 일족들에 대한 대대적인 봉왕(封王)을 행했을 때 무삼사는 양왕에 봉해져서 실봉 1천 호를 받았다. 만세등봉(万歳登封) 원년(695년)에는 춘관상서(春官尚書)로 전임하였으며 감수국사(監修國史)를 겸하게 되었다.
만세통천 원년(696년) 5월에 영주에서 거란의 이진충과 손만영이 영주도독 조문홰를 죽이고 무주 정권에 맞서 반란을 일으켰을 때 7월에 무삼사는 유관도안무대사(楡關道安撫大使)로 임명되어 거란의 반란을 진압할 군사의 사령관을 맡았다. 성력 원년(698년)에는 검교내사(検校内史)가 되었고 이듬해에는 특진태자빈객(特進太子賓客)이 되었다.
무삼사는 성격이 거만하고 아첨을 잘 하였다. 측천무후가 아직 무주의 황제로 즉위하기 전인 광택(光宅) 원년(684년)에 무삼사는 여러 차례 무측천에게 옛 당의 황족인 한왕(韩王) 원가(元嘉)와 노왕(鲁王) 영기(灵夔) 등을 미리 제거해야 한다고 주청하였는데, 수공(垂拱) 4년(688년)에 한왕과 노왕이 과연 무후 타도를 외치며 병사를 일으킨 옛 당의 황족 월왕(越王) 정(贞)、낭야왕(琅邪王) 충(冲) 부자 등과 통모하였다가 사사되었다. 이때 무삼사는 그 당여들까지 모조리 제거하여 무측천이 황제로 즉위하기 위한 길을 닦았다.
무삼사는 숙부인 무원상(武元爽)의 아들 무승사(武承嗣)와 마찬가지로 그 자신이 황태자가 되려는 야심이 강하였고, 무후 역시 일찍이 무삼사를 태자로 삼으려다 적인걸(狄仁傑)의 반박에 그만두었으나, 이후로도 무삼사는 측천무후의 신임을 계속해 누렸으며, 마찬가지로 측천무후의 총애를 입었던 장역지(張易之) ・ 장창종(張昌宗) 형제와 결탁해 권세를 확보하려 하였다.
신룡(神龍) 원년(705년)에 있었던 이른바 신룡혁명(신룡복벽)으로 중종이 복위하고, 삼사 역시 지위가 사공(司空)、동중서문하삼품(同中书门下三品)으로 옮겨졌으며 봉호도 덕정왕(德靜王) 실봉 2백 호로 강등되었다. 무측천은 얼마 뒤에 붕어하였고, 무삼사는 전권을 장악하고서 자신에 반대하는 자들을 무함해 제거하기 시작하였다. 또한 중종의 황후 위씨나 상관완아(上官婉儿)와 서로 간통하면서 상관완아의 정부가 되었고, 아들 무숭훈(武崇訓)을 위황후 소생의 안락공주(安樂公主)와 혼인시켜 당시의 태자였던 중준을 폐위하고 안락공주를 황태녀(皇太女)로 삼게 하려는 정치공작을 벌였다. 또한 자신과 대립하던 환언범(桓彦範) ・ 경휘(敬暉) ・ 원서(袁恕) ・ 최현위(崔玄暐) ・ 장간지(張柬之)를 배제하고 자신의 총신을 대관으로 등용하는 등 조정 혼란의 원인을 제공하였다.
경룡(景龍) 원년(707년) 태자 중준은 이다조 등과 함께 정변을 일으켰다. 경룡의 변이라고 불리는 이 정변에서 무삼사는 아들 숭훈 및 친족 수십 명과 함께 중준에게 살해되었다. 그러나 중준 역시 정변이 실패로 돌아가면서 좌우에 의해 살해되었다.
중종은 무삼사에 대한 애도 의식을 거행하고 양왕으로 추봉하면서 시호를 선(宣)이라 하고, 태위(太尉)를 추증하였으며 아울러 딸 안락공주가 중준의 목을 가지고 무삼사 부자의 빈소에 제사지내는 것을 허락하였다고 한다.
예종(睿宗)이 즉위한 뒤에 무삼사 부자는 절조를 거스른 자라는 이유를 물어 그 묘소가 파헤쳐졌다.

## 자녀
아들
- 무숭훈(武崇训) - 고양왕(高阳王) 부마도위(驸马都尉)
  - 무계식(武繼植) - 좌위장군(左衛將軍) 안락공주 소생

- 무숭렬(武崇烈) - 신안왕(新安王) 상승봉어(尚乘奉御)
- 무숭겸(武崇謙) - 광록경(光祿卿) 양공(梁公)
- 무숭위(武崇撝)
- 무숭조(武崇操)

기록에는 무삼사의 딸로 알려진 인물이 세 명이 있으며, 염립덕(閻立德)의 증손 즉선(则先)의 아내, 방성현주(方城县主)로 설숭간(薛崇简)에게 시집간 딸과 함께 처음에는 정씨(郑氏)에게 시집갔다가 다시 배광정(裴光庭)의 처가 되어 이림보(李林甫)와 사통하였다는 여성이 알려져 있다.

## 같이 보기
- 송경
- 장역지
- 적인걸
- 측천무후
- 흑치준